# Hai to Gensou no Grimgar
Hai to Gensou no Grimgar (灰と幻想のグリムガル?  lit. Grimgar de las cenizas y la fantasía) es una serie de novelas ligeras escrita por Ao Jūmonji e ilustrada por Eiri Shirai. El argumento gira en torno a un grupo de jóvenes amnésicos que han sido transportados a Grimgar, un mundo que habitan otros humanos y criaturas del folclore europeo en el que deberán abrirse camino. La configuración de esta fantasía oscura es típica del isekai, aunque los temas planteados son mucho más sombríos.
Para esta historia, el autor volcó muchas ideas que había tenido para una obra anterior, Bara no Maria, pero que al final no usó. Por el tiempo en que la idea madre de Hai to Gensou no Grimgar surgió, Jūmonji acostumbraba a construir personajes cuyas experiencias del pasado influían en su presente. En esta ocasión, se decantó por figuras que no saben nada de sí mismas, además de valerse de un escenario de videojuego de rol por su afición a estos, aunque trató de retratarlo de manera realista.
Overlap Bunko publica las novelas desde el 25 de junio de 2013 y las ediciones en inglés están a cargo de J-Novel Club, en formato digital, y de  Seven Seas Entertainment, que las confecciona en físico. El material impreso tuvo buenas ventas e inspiró un manga, que Mutsumi Okubashi escribió e ilustró para la publicación en la revista Gangan Joker, de Square Enix. Además, A-1 Pictures produjo un anime de doce episodios que, acompañados por un OVA, varias cadenas japonesas transmitieron entre enero y marzo de 2016. Como parte de la programación de AT-X, Tokyo MX, BS11 y ABC, no consiguió los índices de audiencia esperados.
El consenso de los críticos es que es un isekai atípico que plasma una visión interesante sobre la supervivencia en un escenario de fantasía, una de las características por las que estos la consideran de lo mejor del género. Los medios y los espectadores compartieron la opinión de que la lectura Hai to Gensou no Grimgar se ve interrumpida por dos cuestiones: el avance de la trama, muy lento, y Ranta, un personaje repleto de matices negativos.

## Argumento

### Sinopsis
La historia comienza cuando Haruhiro despierta en una habitación muy oscura junto con once personas que, como él, no recuerdan nada más que su nombre de pila. Todos provienen de una versión contemporánea de la Tierra y tienen reminiscencias de sus vidas pasadas. Presuntamente, han renacido en un mundo de antaño y de fantasía conocido como «Grimgar», en el que se desarrolla una lucha entre humanos y peligrosas criaturas. De acuerdo con un tabernero local que les brinda la instrucción inicial, la única posibilidad de sostenerse para los recién llegados es enrolarse en las fuerzas armadas que los ciudadanos han erigido, papel que los llevará a cazar diversos tipos de monstruos y a sacar provecho del botín que estos traen. Para facilitar el trabajo, tienen la posibilidad de sumarse a uno de muchos gremios, en los cuales cada miembro escoge y perfecciona el rol que ocupará en batalla.
Llegado el momento, el protagonista hace equipo con cinco personas: Manato, Moguzo, Ranta, Shihoru y Yume, cada una de las cuales tiene problemas emocionales u otras incapacidades, excepto el primero. Es por eso que el escuadrón se ampara en la figura de Manato, a quien Haruhiro idolatra. Aun así, se dedican exclusivamente al ataque de objetivos que no les supongan un peligro real y, en consecuencia, ganan poco o ningún dinero. Al cabo de un mes, aprenden a cazar en equipo y obtienen más ganancias, aunque continúan con dificultades para subsistir o reparar sus armas.
El punto de inflexión llega cuando los seis están de cacería y, como respuesta, los goblins atacan por sorpresa y matan a Manato. Un sumamente afectado Haruhiro toma el lugar de líder, al principio con timidez, pues teme que su accionar los haga perder a alguien más. Además, debe lidiar con un Ranta cada vez más volátil. A ello se suma el inconveniente con la nueva sacerdotisa, Merry, quien arrastra un pasado doloroso y prioriza su supervivencia por sobre la de sus camaradas, aunque con el tiempo comienza a abrirse con los demás. En las novelas posteriores, los protagonistas siguen enfrentándose a las vicisitudes de Grimgar, como lo es la muerte de Moguzo, que tiene incluso mayor impacto que los sucesos anteriores.

### Universo ficticio

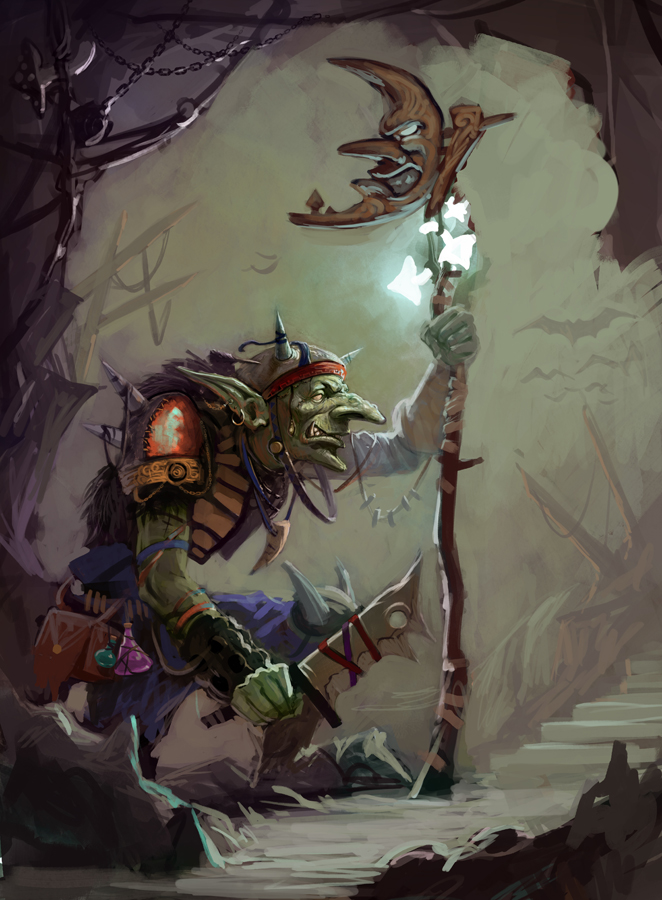
En la imagen se aprecia un goblin armado, muy similar a algunas de las criaturas mitológicas que fungen como enemigos en esta serie

El escenario principal, Grimgar, lo conforman pueblos que evocan la arquitectura medieval europea y tiene una diferencia obvia con el mundo moderno: la Luna es roja. Los alrededores presentan bosques campestres ilustrados a acuarela que rememoran la pintura impresionista, así como minas y ciudades en ruinas que ahora componen el territorio enemigo. En este mundo hay magia y, según la mitología, existe un rey inmortal cuyo poder se manifiesta en quien fallezca en Grimgar, puesto que el cadáver reanimará e instintivamente atacará humanos. Como método de contención, está la cremación —de ahí el título de la obra— del cuerpo y, en el caso de que el proceso haya iniciado, un sacerdote puede liberarlo con un conjuro.
El bando humano generalmente lo componen equipos de seis miembros, cada uno instruido en alguno de los estilos de lucha disponibles: «bandido», «caballero oscuro», «cazador», «guerrero», «hechicero», «sacerdote», entre otros. Hay elementos de la novela, como la división de personajes por clases o la adquisición de habilidades especiales mediante entrenamiento, que toman inspiración en la configuración de videojuegos de rol. Existen diversos tipos de criaturas mitológicas que sirven de enemigo en Grimgar, que van desde los relativamente débiles goblins y kobolds hasta los más pensantes y fuertes orcos. No obstante, por más endeble que sea, al más mínimo error un solo goblin es capaz de provocar estragos. A primera vista son unas bestias, pero tienen raciocinio y son igual de vulnerables que los humanos. En la obra, hay escenas que los retratan abasteciéndose de provisiones, durmiendo o entrando en pánico mientras los atacan.
La razón por la que los personajes acaban en Grimgar no es el foco de atención principal de la serie, aunque el prólogo de la primera novela, que habla sobre la muerte, ahonda sobre algo de eso. El texto preliminar deja implícito que al fallecer en ese mundo vuelven a la realidad, o bien que ya estaban muertos y Grimgar es una suerte de más allá. Cualquiera que fuera, la idea se consolida en una escena donde un agonizante Haruhiro comienza a recordar lo que vivió en otro entorno. Ya en capítulos posteriores se da por sentado que todos provienen de un plano paralelo, concepción que evidencia una analepsis que introduce a la familia y explica la procedencia del protagonista. La aparición de Choco —una conocida de Haruhiro desde antes de Grimgar— proporciona detalles, pues en su memoria fragmentada reconoce imágenes de una «caja brillante» que podría ser un medio de transporte o lo que vio al momento de morir.

### Temáticas y estilo
En primer lugar, la narrativa de Hai to Gensou no Grimgar no se engrana con lo que el lector espera de un isekai, porque en este caso prima la fantasía del mundo ficticio por sobre el protagonista, que comúnmente es un hombre de grandes habilidades y destinado a la grandeza. Haruhiro, un joven ordinario e inseguro que deberá abrirse camino en un escenario repleto de peligros, es un reflejo de esto. Otra diferencia notable con el isekai clásico son las batallas, que aquí no destacan por la acción sino por la tensión, además de tener menor importancia que el desarrollo de personajes. En esencia, la historia es una representación de las complejidades del ser humano, particularmente de sus emociones, y toca elementos como el dolor, los problemas mentales y el trastorno de estrés postraumático (TEPT). Por lo general, Haruhiro narra los eventos, si bien hay excepciones, como dos capítulos donde esa función recae en Ranta o un extracto en el que un soldado del ejército asume la visión. Con respecto al estilo del texto, el autor emplea la cursiva como recurso para diferenciar pensamientos y diálogos, y las ilustraciones de Eiri Shirai acompañan algunas páginas.
El realismo impregna esta serie e induce al lector a compaginar con Haruhiro y compañía, puesto que se sumerge en ese mundo al mismo tiempo que los susodichos. Hay una visión genuina de los eventos también en las batallas, donde la estrategia tiene gran peso antes y después de las mismas; o en las secuencias donde el protagonista, que hasta entonces había tenido problemas para asesinar a seres vivientes, trabaja en mejorar habilidades con el fin de evolucionar como luchador. Por un lado, la cadena de muertes en Grimgar establece que allí las personas son desechables y, por otro, propicia el desarrollo de las figuras principales de la obra. Esta ambientación provoca escasez de secuencias cómicas, que Ranta suele ejecutar mediante referencias a pechos de mujeres y espiando a sus compañeras cuando se duchan. Pocas también son las referencias al romance, de las cuales se puede rescatar la subtrama entre Manato y Shihoru, que apenas alcanza a construirse, o la de Haruhiro con Mimori, una chica de otro grupo que se enamora de él, sentimiento que este no corresponde en la misma forma.
La pérdida de Manato ofrece ocasión a que sus compañeros hagan el duelo y reflexionen, y en esta parte la atmósfera de la serie se vuelve sumamente melancólica. El tema sigue interviniendo en la historia aun cuando el grupo se sobrepone, puesto que después de eso ocurre la introducción de Mary, quien ha experimentado lo mismo y no lo ha superado. Si bien el anime profundiza mucho más ese arco, las novelas también plasman la idea del luto: en el cuarto volumen, cada personaje sobrelleva la muerte de Moguzo a su manera. A los héroes de Hai to Gensou no Grimgar los aflige además la pérdida intangible de no recordar nada de sí mismos, como explicó un analista de Crunchyroll:

Aunque parezca que [la amnesia] mitiga la transición a un nuevo mundo, pues no hay nada que ate a estos personajes al pasado, aquello que han olvidado les fastidia la existencia. En el camino, palabras e información desconocidas emergen de sus mentes y los confunden, de modo que el grupo sufre por la pérdida de una vida que no rememoran.

## Personajes
A continuación, se describe brevemente a los personajes principales y se mencionan sus intérpretes de voz: 
- Haruhiro (ハルヒロ?) es el bandido del grupo.[13] La obra lo presenta como un muchacho de dieciséis años y de baja autoestima, cuyo arribo al mundo de fantasía lo angustia y confunde.[5] No está seguro de su valía como líder y constantemente se compara con Manato, cuya pérdida lo vuelve reflexivo y perspicaz.[21][22] A pesar de sus dudas, toma buenas decisiones y el resto confía en él, además de que su rol como bandido le facilita escabullirse entre los enemigos y atacarlos sigilosamente.[21][2] En el programa animado, su seiyū es Yoshimasa Hosoya.[26]

- Manato (マナト?) es el primer sacerdote y el líder del grupo.[13] Se adapta rápidamente a Grimgar, traba amistad con Haruhiro y, por su carácter bondadoso, Shihoru se enamora de él.[20][21][22] A pesar de todo ello, sugiere que no es tan amable como parece, y en la obra se entrevé que nació en un entorno disfuncional.[5][3] En cuanto a su rendimiento, no solo sana heridas, sino que traza las estrategias y pelea en la línea de frente.[22] En un contraataque enemigo recibe una herida de gravedad y, como había agotado su poder, sus compañeros lo llevan a otro sacerdote, pero llega sin vida.[23][27] El intérprete que le dio voz fue Nobunaga Shimazaki.[26]

- Ranta (ランタ?) es el caballero oscuro del grupo.[13] Es un narcisista con obsesión por los pechos de mujeres que, en ocasiones, ejerce como alivio cómico.[5] Sin embargo, en términos generales su conducta es desagradable con sus compañeras y actúa con odiosidad y violencia.[5][3] Esto no hace más que recrudecer con el correr de la trama, al punto de que acaba convirtiéndose en un verdadero problema para el equipo.[21] El encargado de proporcionarle voz a este personaje fue Hiroyuki Yoshino.[26]

- Yume (ユメ?) es la cazadora del grupo.[13] La obra da a entender que padece malapropismo y sufre de baja autoestima.[5] En las interacciones con otros, se pone de manifiesto que es una muchacha amable pero poco inteligente y algo dogmática.[2] Con frecuencia discute con Ranta, quien se burla de ella por su físico, cosa que se trata de forma humorística.[5] La función de cazadora requiere destreza en el tiro con arco, lo que al principio se le dificulta enormemente.[2] La interpretación de este personaje corrió a cargo de Mikako Komatsu.[26]

- Shihoru (シホル?) es la hechicera del grupo.[13] Se trata de un personaje emocionalmente complejo que en algún grado tiene dismorfia corporal, pues se cree gorda cuando no lo es; es retraída, excepto con Yume; y demuestra muchas inseguridades, como buena parte de sus compañeros.[5][1][2] Dada su condición de maga, los demás la protegen en los enfrentamientos, para que pueda recitar los conjuros apropiadamente.[1] Su actriz de voz fue Haruka Terui.[26]

- Moguzo (モグゾー Moguzō?) es el guerrero del grupo.[13] Tiene graves problemas de aprendizaje y gusta de cocinar para sus camaradas, afición que aparentemente acarrea desde su vida pasada: «[Cocinaba para personas], aunque eso no los hacía felices», afirmación que responde a la idea de que lo menospreciaban.[5][20] Es el único que se lleva bien con Ranta, quien lo impulsa a combatir rivales fuertes. Sin embargo, tiene un estilo de pelea arriesgado, pues aprovecha su gran contextura física para combatir sin necesidad de estrategia, y eso le propicia la muerte.[24][1] En el anime, Fukushi Ochiai lo interpretó.[26]

- Merry o Mary (メリイ Merii?) es la sacerdotisa del grupo. A su llegada como reemplazo de Manato se muestra apática y reacia a la idea de trabajar en equipo, con la ganancia de dinero como única razón para haberse unido a los protagonistas.[28] La explicación de este comportamiento reside en una misión anterior donde perdió a tres compañeros, experiencia por la que se culpa y que le produjo TEPT.[22] Poco a poco, se vincula emocionalmente con sus nuevos camaradas, y el punto de inflexión para ella llega cuando libera a sus antiguos amigos, que habían permanecido como muertos vivientes hasta entonces.[22][25] En la versión animada, Chika Anzai se ocupó de darle voz.[26]

- Kuzaku (クザク?) es el paladín del grupo. Hace aparición después de la muerte de Moguzo, cuando el grupo contempla la idea de que Ranta, además del trabajo de caballero oscuro, ejerza la función de su amigo caído. Como percibe que Haruhiro es alguien confiable, Kuzaku se ofrece, pues acaba de perder a sus camaradas y está lidiando con la llamada culpa del superviviente.[1] Este personaje no tiene actor de voz, ya que se lo introduce en una novela que no llegó a adaptarse a anime.[1]

## Producción
La idea de Hai to Gensou no Grimgar tomó forma en la mente de Jūmonji durante una etapa en la que se sentía frustrado por sus trabajos más recientes, para los que construía en exceso a los personajes, especialmente sus trasfondos. Cuando entró en cuenta de que le estaba dando demasiada información al lector muy pronto, configuró una historia que comenzara «desde cero», con protagonistas que tendrían el mismo conocimiento que el espectador. La premisa que movería a estos personajes nació como un compendio de aspectos narrativos que había pensado y posteriormente descartado para una obra anterior, Bara no Maria. Por entonces, la ambientación de videojuego de rol ya era un planteamiento popular en la industria de novelas ligeras, de manera que el autor, intentando marcar un precedente, ideó que el día a día en ese escenario de fantasía fuera realista.
Como es común en las obras de este autor, el elenco consta de un conjunto de individuos que tienen personalidades muy definidas y diferentes entre sí. Por ejemplo, Haruhiro es un joven inseguro y con defectos debido a la autodenominada incapacidad de Jūmonji para perfilar un protagonista heroico, así como Ranta es «molesto y desagradable» dada la convicción de su creador de que una figura con tantas matices resultaría genuina. Con respecto a los niveles de poder, como un habitual en la práctica de videojuegos de rol, el escritor gustaba de seleccionar un personaje débil y llevarlo hasta cierto nivel, pero no a uno que fuera «demasiado fuerte», porque eso lo aburría. Por ello, trasladó esa preferencia a su obra, donde Haruhiro y compañía siguen atravesando infortunios sin importar qué tanto avance la trama.
Jūmonji no tenía interés en representar romanticismo, pero le pareció muy improbable que, en el mundo que había concebido, hombres y mujeres vivieran tantas experiencias juntos y nunca surgieran sentimientos en ninguno, por lo que acabó involucrando ese tipo de contenido. Además, le hartaba escribir constantemente desde la perspectiva del protagonista, cuestión por la que en algunos capítulos  otros personajes llevan la narración. En cuanto a las ilustraciones, Eiri Shirai, que al comienzo de su carrera aspiraba a convertirse en mangaka, encontró inspiración en historietas como Katekyō Hitman Reborn! o Sugar Sugar Rune, y dotó a los personajes de Hai to Gensou no Grimgar de muchos colores claros, para dar un efecto de «brillo» que los hiciera resaltar.

## Contenido

### Novela ligera
Overlap Bunko publicó el primer volumen de la serie, «Sasayaki, Eishō, Inori, Mezame yo» (灰と幻想のグリムガル　level.1　ささやき、詠唱、祈り、目覚めよ?  lit. «Nivel 1: Susurro, canto, oración, despertar»), el 25 de junio de 2013. Cinco años después, la editorial confeccionó dos novelas adicionales al decimocuarto tomo, que llevan el subtítulo de «level.14+» y «level.14++» y que constan de relatos cortos, entre ellos uno desde la perspectiva de Manato. Como motivo de celebración por su séptimo aniversario, entre el 11 de julio y el 30 de agosto de 2020 Overlap realizó dos exposiciones, la primera en Nagoya y la segunda, en Osaka, sobre varias de sus novelas, incluida Hai to Gensou no Grimgar. A fecha de 2025, el volumen más reciente que lanzaron es el vigésimo segundo, que salió al mercado el 25 de febrero de ese año.
El 28 de octubre de 2016, J-Novel Club reveló que había adquirido la licencia para distribuir digitalmente la obra en inglés y, el 19 de enero de 2017, anunció que Seven Seas Entertainment la imprimiría, en tamaño grande. El primer tomo físico estuvo disponible en Estados Unidos a partir del 6 de junio de ese año. Para el décimo cuarto, que en la versión original tiene dos secuelas, Seven Seas optó por editarlas únicamente en un tomo: Grimgar of Fantasy and Ash Vol. 14.5. Más allá de eso, fue una de tantas publicaciones de J-Novel Club eliminadas de Kindle Scribe, una función de lectura y descarga de títulos digitales, a mediados de 2020, por un motivo que Amazon mantuvo en privado incluso al presidente de la editorial, Sam Pinansky, a quien se limitaron a comunicarle: «Nos reservamos el derecho de considerar qué es apropiado y qué no para nuestra plataforma».
| Lista de volúmenes | Lista de volúmenes      | Lista de volúmenes     | Lista de volúmenes |
| #                  | Fecha de publicación    | ISBN                   |                    |
| ------------------ | ----------------------- | ---------------------- | ------------------ |
| 1                  | 25 de junio de 2013     | ISBN 978-4-906866-22-9 |                    |
| 2                  | 25 de noviembre de 2013 | ISBN 978-4-906866-47-2 |                    |
| 3                  | 25 de marzo de 2014     | ISBN 978-4-906866-69-4 |                    |
| 4                  | 25 de julio de 2014     | ISBN 978-4-906866-91-5 |                    |
| 5                  | 25 de febrero de 2015   | ISBN 978-4-86554-026-0 |                    |
| 6                  | 25 de octubre de 2015   | ISBN 978-4-86554-072-7 |                    |
| 7                  | 25 de diciembre de 2015 | ISBN 978-4-86554-086-4 |                    |
| 8                  | 25 de marzo de 2016     | ISBN 978-4-86554-114-4 |                    |
| 9                  | 25 de agosto de 2016    | ISBN 978-4-86554-149-6 |                    |
| 10                 | 25 de marzo de 2017     | ISBN 978-4-86554-202-8 |                    |
| 11                 | 24 de julio de 2017     | ISBN 978-4-86554-234-9 |                    |
| 12                 | 21 de marzo de 2018     | ISBN 978-1-71830-622-6 |                    |
| 13                 | 24 de junio de 2018     | ISBN 978-1-71830-624-0 |                    |
| 14                 | 23 de diciembre de 2018 | ISBN 978-1-71830-626-4 |                    |
| 14+                | 25 de marzo de 2019     | ISBN 978-4-86554-466-4 |                    |
| 14++               | 25 de junio de 2019     | ISBN 978-4-86554-512-8 |                    |
| 15                 | 25 de diciembre de 2019 | ISBN 978-4-86554-590-6 |                    |
| 16                 | 25 de julio de 2020     | ISBN 978-4-86554-700-9 |                    |
| 17                 | 25 de enero de 2021     | ISBN 978-4-86554-826-6 |                    |
| 18                 | 25 de octubre de 2021   | ISBN 978-4-8240-0024-8 |                    |
| 19                 | 25 de junio de 2022     | ISBN 978-4-8240-0187-0 |                    |
| 20                 | 25 de abril de 2024     | ISBN 978-4-8240-0739-1 |                    |
| 21                 | 25 de mayo de 2024      | ISBN 978-4-8240-0762-9 |                    |
| 22                 | 25 de febrero de 2025   | ISBN 978-4-8240-1028-5 |                    |

### Manga
Un manga basado en la historia corrió a cargo de Mutsumi Okubashi y comenzó a serializarse en Gangan Joker, de Square Enix, a partir del 22 de abril de 2015. Para las ilustraciones, Okubashi se inspiró en el trabajo original de Eiri Shirai, aunque en este caso el fanservice es mucho menor. La editorial recopiló los capítulos en tomos tankōbon, el primero de los cuales salió a la venta en Japón el 22 de diciembre de 2015. En el primer volumen, los creadores adaptaron hasta la mitad de la novela original y, en general, lo hicieron más directo. En relación con esto, redujeron la construcción de personajes  como Yume, Shihoru y Moguzo, el sentimiento de desorientación de Haruhiro y las estrategias previas a las batallas, para disponer de más paneles sobre la muerte de Manato. La compañía publicó el segundo y el último, el tercero, el 22 de marzo y el 22 de agosto de 2016, respectivamente. Yen Press difunde la edición en inglés desde junio de 2017.

### Anime
| Director             | Ryosuke Nakamura |
| Creador original     | Ao Jūmonji       |
| Composición          | Ryosuke Nakamura |
| Dirección artística  | Hidetoshi Kaneko |
| Diseño de personajes | Mieko Hosoi      |
| Edición              | Aya Hida         |
| Música               | (K)NoW_NAME      |

El 16 de octubre de 2015, un video promocional de TOHO animation reveló la producción de un anime basado en la serie, que A-1 Pictures produciría y que estrenarían en enero del año siguiente. Al mismo tiempo, desvelaron que Ryosuke Nakamura se encargaría de la dirección y del guion, así como Mieko Hosoi haría lo propio con el diseño de personajes. Dos semanas después, adelantaron cómo lucirían los personajes y quiénes interpretarían al elenco principal. Antes del estreno, se reveló que plataformas como Funimation —Norteamérica—, Animax Asia —sudeste asiático— o AnimeLab difundirían el programa fuera de Japón. Por otra parte, Crunchyroll adquirió la licencia luego de fusionarse con Funimation y añadió la serie al catálogo el 10 de mayo de 2022.
Las cadenas japonesas  AT-X, Tokyo MX, BS11 y ABC transmitieron los doce episodios entre el 10 de enero y el 27 de marzo de 2016. El estudio produjo también un capítulo especial de diez minutos, que cronológicamente se sitúa después del segundo y que muestra a los personajes masculinos tratando de observar a Yume y a Shihoru mientras estas se duchan. El anime cubre las dos primeras novelas y, si bien es fiel al material original, agrega muchas interacciones entre Haruhiro y Manato. Al margen de ello, los creadores apostaron por fondos ilustrados a acuarela que presentan una amplia paleta de colores, un estilo poco común en la industria del anime. Durante las pausas de cada episodio, se enseñan dibujos de similar índole. El personal creativo se valió también de un filtro de tonalidad blanca para darle más peso a las escenas emotivas. TOHO animation recopiló la serie en formato DVD y Blu-ray y la dividió en seis unidades, de dos episodios cada una.
| Lista de episodios | Lista de episodios | Lista de episodios    | Lista de episodios |
| #                  | Título | Fecha de estreno      |                    |
| ------------------ | --- | --------------------- | ------------------ |
| 1                  | «Susurros, cantos, oraciones, despertar» «Sasayaki, eishō, inori, mezameyo» (ささやき、詠唱、祈り、目覚めよ)                                                                            | 10 de enero de 2016   |                    |
| 2                  | «Largo día del soldado voluntario» «Minarai giyū-hei no nagai tsuitachi» (見習い義勇兵の長い一日)                                                                                       | 17 de enero de 2016   |                    |
| 2.5 (OVA)          | «Banda de jóvenes en el muro del baño ―― One More Centimeter» «Furo no Kabe ni Kaketa Seishun ―― one moa Senchimētoru» (風呂の壁にかけた青春――one more センチメートル)                  | 16 de marzo de 2016   |                    |
| 3                  | «¿Las bolsas de duendes están llenas de nuestros sueños?» «Goburin-bukuro ni wa oretachi no yume ga tsumatte iru ka» (ゴブリン袋には俺たちの夢がつまっているか)                         | 24 de enero de 2016   |                    |
| 4                  | «Bailar en el cielo con cenizas» «Hai no Mau Sora e» (灰の舞う空へ) | 31 de enero de 2016   |                    |
| 5                  | «Llorar no implica debilidad; resistir no implica fortaleza» «Naku no wa yowaikara janai. Tae rareru no wa tsuyoikara janai» (泣くのは弱いからじゃない。耐えられるのは強いからじゃない) | 7 de febrero de 2016  |                    |
| 6                  | «Sus circunstancias» «Kanojo no Baai" (彼女の場合) | 14 de febrero de 2016 |                    |
| 7                  | «Eran los mataduendes» «Goburin Sureiyā to Yobarete» (ゴブリンスレイヤーと呼ばれて) | 21 de febrero de 2016 |                    |
| 8                  | «En mis recuerdos contigo» «Kimitonoomoide ni» (君との思い出に) | 28 de febrero de 2016 |                    |
| 9                  | «Cómo descansar» «Kyūka no Sugoshikata» (休暇の過ごし方) | 6 de marzo de 2016    |                    |
| 10                 | «No soy apto para liderar» «Rīdā no Utsuwa Janai Keredo» (リーダーの器じゃないけれど)                                                                                                   | 13 de marzo de 2016   |                    |
| 11                 | «Entre la vida y la muerte» «Seitoshi no ma de» (生と死の間で) | 20 de marzo de 2016   |                    |
| 12                 | «Nos vemos mañana...» «Mataashita» (また明日) | 27 de marzo de 2016   |                    |

#### Banda sonora
La banda sonora la compuso RON, del grupo japonés (K)NoW_NAME, y en las más de cuarenta canciones combinó melodías de guitarra acústica, de piano e incluso piezas de estilo hip hop. Al margen de eso, para los temas que acompañan una victoria de los protagonistas optó por música pop de característico tono «alegre». De los temas de apertura y de cierre, «Knew Day» y «Harvest», respectivamente, se hizo cargo (K)NoW_NAME, que al mismo tiempo interpretó varias canciones insertadas —es decir, aquellas que suenan en medio del episodio—. Un álbum que compila sesenta temas, Grimgar, Ashes and Illusions «BEST», salió a la venta en Japón el 18 de mayo de 2016, a través del sello Tōhō.

## Recepción

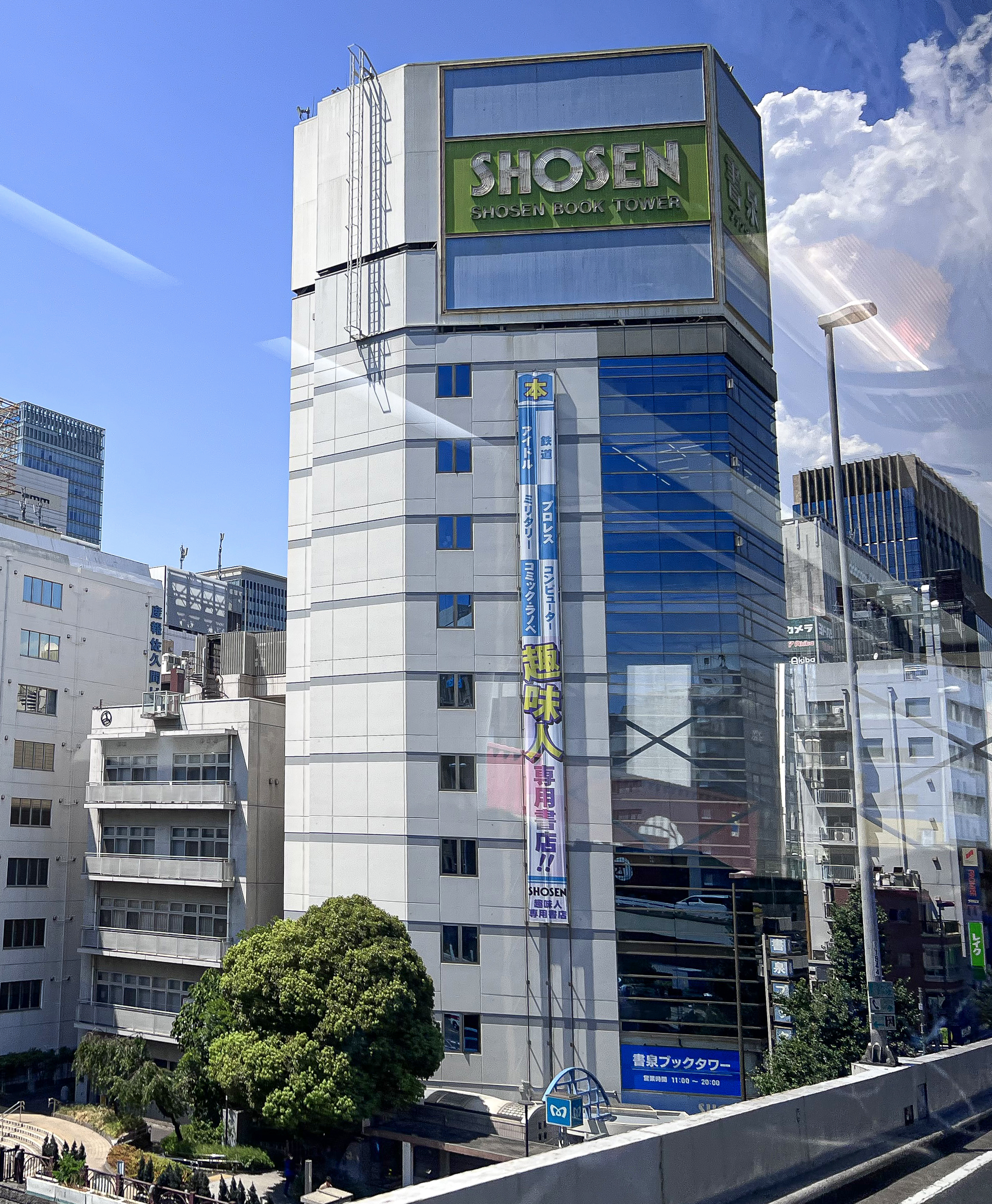
En 2016, Hai to Gensou no Grimgar fue la segunda novela ligera más vendida en la librería Shosen Book Tower

Según Oricon, con 380 144 ejemplares, Hai to Gensou no Grimgar fue la decimosegunda serie de novelas ligeras más vendida en Japón entre el 23 de noviembre de 2015 y el 20 de noviembre de 2016. De manera semejante, la librería de Akihabara Shosen Book Tower desveló su lista de novelas ligeras más comercializadas del 1 de diciembre de 2015 al 30 de noviembre de 2016, en la que la obra quedó en segundo lugar, por debajo de KonoSuba! y por delante de títulos como Sword Art Online o Re:Zero kara Hajimeru Isekai Seikatsu. En relación con la popularidad, la estética de fantasía de esta obra llevó a cosplayers a disfrazarse de los personajes femeninos de la misma. A pesar de todo ello, el anime tuvo escaso éxito en los índices de audiencia.
Para Rebecca Silverman, esta obra, junto con Saihate no Paladin, fue la novela ligera más interesante publicada en 2017, por la forma en que plasma la vida y la muerte. En 2021, en un artículo de Comic Book Resources, Timothy Blake Donohoo lo llamó «uno de los mejores isekai de la historia» en virtud de la calidad de escritura, y teorizó que el anime no tuvo una segunda temporada porque, en el momento de la emisión, el género recién comenzaba a popularizarse. En 2024, Screen Rant lo incluyó en su listado de los diez mejores animes similares a Re:Zero, en tercera posición. Igualmente, un año después Game Rant lo escogió el mejor anime con características parecidas a Solo Leveling, oportunidad en la que se la etiquetó como una «historia que ofrece una experiencia cautivadora y deja una huella imborrable».
A fecha de 2025, las novelas ligares tienen una puntuación de 8,24 de acuerdo con más de cuatro mil usuarios de MyAnimeList, mientras que el anime obtuvo un 7,66 en esa misma página, ocasión en la que participaron poco menos de 400 000 votantes. Según la mayoría de especialistas, por su narrativa sombría y por llevar al límite a sus personajes, se estableció como un isekai poco común, dada la saturación de títulos de escaso valor artístico de ese género. En retrospectiva, un crítico de Anime UK News afirmó que la serie compensa la premisa tan genérica con unos personajes y un enfoque cotidiano sumamente realistas. Asimismo, para este sitio web, las escenas originales del anime no hacen más que aportar profundidad a la historia.
En contraposición, diversos analistas de Ramen para Dos vocalizaron su disgusto por el anime, al coincidir en que el ritmo es lento y los diálogos, aburridos. No obstante, hubo concordancia también en que la producción destaca por el acabado acuarela de los fondos y por la banda sonora. Austin Prince, de Otaku USA, y Rebecca Silverman, de Anime News Network, son otros de los periodistas que observaron cierta dilación en el desarrollo de la trama. El aspecto quizás peor juzgado de esta obra es Ranta, a quien los medios acuñaron términos como «desagradable» e «irritante», una opinión que a grandes rasgos los lectores japoneses compartieron. Por otro lado, la adaptación a manga tuvo una acogida mediocre por parte de la redacción de Anime News Network.